# Agua Apestosa
Agua Apestosa är en ort i Mexiko.   Den ligger i kommunen San José Tenango och delstaten Oaxaca, i den sydöstra delen av landet, 300 km sydost om huvudstaden Mexico City. Agua Apestosa ligger 1 152 meter över havet och antalet invånare är 141.
Terrängen runt Agua Apestosa är kuperad västerut, men österut är den bergig. Runt Agua Apestosa är det ganska tätbefolkat, med 86 invånare per kvadratkilometer. Närmaste större samhälle är Isla Soyaltepec, 18,6 km öster om Agua Apestosa. I omgivningarna runt Agua Apestosa växer i huvudsak städsegrön lövskog.